# Nuntiella
Nuntiella là một chi bướm đêm thuộc phân họ Olethreutinae trong họ Tortricidae.

## Các loài
- Nuntiella angustiptera Zhang & Li, 2004
- Nuntiella extenuata Kuznetzov, 1971
- Nuntiella lacticulla Zhang & Li, 2004